# Complexe d'oxydation de l'eau

Représentation du cycle de Kok. Le nombre d'oxydation des atomes de manganèse est un sujet encore débattu.

Le complexe d'oxydation de l'eau (COE), souvent désigné de son terme anglais oxygen-evolving complex (OEC), est un domaine enzymatique du photosystème II impliqué dans la photo-oxydation de l'eau lors des réactions dépendantes de la lumière au cours de la photosynthèse. Une théorie publiée en 1970, et largement acceptée depuis, décrit le fonctionnement de ce complexe comme une succession de cinq états distincts, notés S0 à S4. Les photons captés par le photosystème II déplacent ainsi le système de l'état S0 à l'état S4 ; ce dernier est instable et réagit avec l'eau en libérant de l'oxygène. Le mécanisme exact de ce complexe n'est actuellement pas encore complètement compris. 
Le complexe d'oxydation de l'eau se présente sous la forme d'un complexe contenant du manganèse et du calcium et ayant la formule empirique Mn4CaOxCl1–2(HCO3)y. L'oxydation de la molécule d’eau par le complexe d’oxydation de l’eau (OEC) lors du processus crée un gradient de proton.